# Dominik Wachter
Dominik Wachter (* 1988 in Rimsting) ist ein deutscher Koch.

## Leben
Wachter absolvierte seine Ausbildung im Restaurant bei Thomas Mühlberger in Prien am Chiemsee (ein Michelinstern), bei dem schon sein Vater die Kochausbildung gemacht hatte. Später wechselte Mühlberger in seinem Bistro in den Service und Wachter übernahm die Küche.
Im Herbst 2022 eröffnete er die Wachter Foodbar Prien am Chiemsee, die 2023 mit einem Michelinstern ausgezeichnet wurde.

## Auszeichnungen
- 2023: Ein Michelinstern für die Wachter Foodbar in Prien am Chiemsee[3]